# سان کوئنتین (باخا کالیفرنیا)
سان کوئنتین (به اسپانیایی: San Quintín) یک منطقهٔ مسکونی در مکزیک است که در Ensenada واقع شده‌است. سان کوئنتین ۴٬۷۷۷ نفر جمعیت دارد و ۲۸ متر بالاتر از سطح دریا واقع شده‌است.